# Сабо, Аттила (каноист)
А́ттила Са́бо (венг. Attila Szabó; 3 мая 1963, Эгер) — венгерский гребец-каноист, выступал за сборную Венгрии в конце 1980-х — середине 1990-х годов. Участник летних Олимпийских игр в Сеуле, пятикратный чемпион мира, победитель многих регат национального и международного значения. Также известен как тренер по гребле на байдарках и каноэ.

## Биография
Аттила Сабо родился 3 мая 1963 года в городе Эгере, медье Хевеш. Активно заниматься греблей начал в раннем детстве, проходил подготовку в будапештском спортивном клубе «Хонвед».
Первого серьёзного успеха на взрослом международном уровне добился в 1987 году, когда попал в основной состав венгерской национальной сборной и побывал на чемпионате мира в немецком Дуйсбурге, откуда привёз награду бронзового достоинства, выигранную в зачёте одиночных каноэ на дистанции 500 метров. Благодаря череде удачных выступлений удостоился права защищать честь страны на летних Олимпийских играх 1988 года в Сеуле — стартовал в одиночках на пятистах метрах, сумел дойти до финальной стадии, однако в решающем заезде финишировал лишь четвёртым, немного не дотянув до призовых позиций.
В 1989 году на чемпионате мира в болгарском Пловдиве Сабо дважды поднимался на пьедестал почёта, получил серебряные медали в программе четырёхместных каноэ на дистанциях 500 и 1000 метров. Год спустя на мировом первенстве в польской Познани в точности повторил этот результат, добавив в послужной список ещё две серебряные награды. Через год на аналогичных соревнованиях в Париже в двойках на пятистах метрах обогнал всех своих соперников и завоевал тем самым медаль золотого достоинства.
На чемпионате мира 1993 года в Копенгагене Сабо вновь стал чемпионом, но на сей раз в четвёрках на пятистах метрах. В следующем сезоне на мировом первенстве в Мехико среди каноэ-четвёрок получил серебряную медаль на дистанции 200 метров и снова выиграл золото на дистанции 500 метров. Последний раз показал значимый результат в 1995 году на первенстве мира в Дуйсбурге, когда сделал золотой дубль — одержал победу в четвёрках одновременно на двухстах и пятистах метрах, став таким образом пятикратным чемпионом мира. Вскоре по окончании этих соревнований принял решение завершить карьеру профессионального спортсмена, уступив место в сборной молодым венгерским гребцам.
Впоследствии в течение многих лет работал тренером по гребле на байдарках и каноэ, заслуженный тренер Венгрии (2010).